# Trắc nghiệm tính cách Myers-Briggs
Trắc nghiệm tính cách Myers-Briggs, hay Chỉ số phân loại Myers-Briggs (Myers-Briggs Type Indicator), thường được viết ngắn gọn là MBTI, là một phương pháp ngụy khoa học sử dụng các câu hỏi trắc nghiệm tâm lý để tìm hiểu tâm lý, tính cách cũng như cách con người nhận thức thế giới xung quanh, đưa ra quyết định cho một vấn đề. Phương pháp kiểm kê tính cách này khởi nguồn từ các lý thuyết phân loại trong cuốn Psychological Types của Carl Gustav Jung xuất bản năm 1921 và được phát triển bởi Katherine Cook Briggs cùng con gái của bà, Isabel Briggs Myers, từ khoảng Chiến tranh thế giới thứ hai. Các câu hỏi tâm lý ban đầu đã phát triển thành Chỉ số phân loại Myers-Briggs và được công bố vào năm 1962. MBTI trả lời cho câu hỏi tại sao mỗi người trên thế giới đều có cá tính khác nhau, không ai giống ai vì vậy MBTI tập trung vào các đối tượng dân số bình thường và nhấn mạnh vào sự khác biệt tự nhiên của mỗi người. Ngày nay MBTI đang trở nên phổ biến và được sử dụng như một phương pháp phân loại tính cách khá chính xác, giúp con người hiểu rõ bản thân và những người xung quanh hoặc tìm được công việc phù hợp. Dù rất phổ biến trong giới kinh doanh trên toàn thế giới, MBTI cũng bị chỉ trích rộng rãi bở các học giả vì điểm yếu về phương pháp luận, kém hợp lệ về thống kê và kém tin cậy.

## Phân loại
MBTI phân loại tính cách dựa trên 4 nhóm cơ bản, mỗi nhóm là một cặp lưỡng phân của 8 yếu tố chức năng, nhận thức:
- Xu hướng Tự nhiên: Hướng ngoại (Extroversion) - Hướng nội (Introversion)
- Tìm hiểu và Nhận thức Thế giới: Giác quan (Sensing) - Trực giác (INtuition)
- Quyết định và chọn lựa: Lý trí (Thinking) - Cảm xúc (Feeling)
- Cách thức và Hành động: Nguyên tắc (Judgment) - Linh hoạt (Perception)

Mỗi yếu tố của 4 nhóm trên kết hợp với nhau tạo thành 16 nhóm tính cách MBTI:
| ISTJ                          | ISFJ                         | INTJ                        | INFP                       |
| Người trách nhiệm (Logictist) | Người che chở (Protector)    | Kiến trúc sư (Architect)    | Người hòa giải (Healer)    |
| ISTP                          | ISFP                         | INFJ                        | INTP                       |
| Thợ thủ công (Crafter)        | Nhạc sĩ (Composer)           | Người cố vấn (Counselor)    | Nhà logic học (Logician)   |
| ESTJ                          | ESFJ                         | ENTJ                        | ENFP                       |
| Người giám sát (Supervisor)   | Nhà cung cấp (Provider)      | Nguyên soái (Field marshal) | Nhà vô địch (Champion)     |
| ESTP                          | ESFP                         | ENFJ                        | ENTP                       |
| Nhà sáng lập (Promoter)       | Người trình diễn (Performer) | Giáo viên (Executive)       | Người tranh luận (Debater) |

### Hệ thống chức năng nhận thức
MBTI sử dụng 8 hệ thức chức năng nhận thức,với mỗi tính cách MBTI khác nhau sẽ sử dụng mạnh mẽ 4 trong 8 hệ thống chức năng,còn lại sẽ bị suy yếu hoặc vận dụng nhiều
- Extrovert Thinking
- Extrovert Feeling
- Extrovert Sensing
- Extrovert Intuition
- Introvert Thinking
- Introvert Feeling
- Introvert Sensing
- Introvert Intuition

### Thuật ngữ
Thuật ngữ của MBTI bị phê phán là "mơ hồ và chung chung", do đó cho phép bất cứ hành vi nào cũng phù hợp với bất cứ loại tính cách nào, điều có thể dẫn đến hiệu ứng Forer, khi người ta chọn những lời mô tả tích cực mà được mặc định là áp dụng với họ.
Tuy nhiều người cho rằng tuy phần mô tả đặc điểm của từng loại tính cách quá ngắn gọn, nhưng chúng cũng chính xác và khác biệt giữa các loại tính cách.:14–15 Một số nhà tâm lý học lý thuyết, chẳng hạn David Keirsey, đã mở rộng phần mô tả này, và cung cấp thêm rất nhiều chi tiết. Chẳng hạn, phần mô tả của Keirsey về Bốn nhóm tính cách Keirsey, mà ông đã liên hệ với 16 tính cách MBTI, cho thấy các nhóm tính cách này khác nhau về các sử dụng ngôn ngữ, định hướng trí tuệ, sở thích về giáo dục và nghề nghiệp, thiên hướng xã hội, cách nhìn nhận bản thân, giá trị bản thân, vai trò trong xã hội, và các điệu bộ tay chân.:32–207

### Phân tích nhân tố
Về phân tích nhân tố, một nghiên cứu trên 1291 sinh viên ngang đại học tìm ra sáu nhân tố thay vì bốn như dùng trong MBTI. Trong một nghiên cứu khác, người ta thấy thang JP và SN tương quan với nhau

### Tương quan
Theo Hans Eysenck: "Chiều kích chính của MBTI được gọi là E-I, hay hướng ngoại-hướng nội; đây chủ yếu là thang đo độ giao tiếp xã hội, tương quan tốt với thang MMPI và thang Eysenck. Tuy nhiên, thang này có thành phần độ nhạy cảm, tương quan với hướng nội. Hướng nội tương quan khoảng (giá trị trung bình cho nam và nữ) -.44 với gia trưởng (dominance), -.24 với gây hấn (aggression), +.37 với sỉ nhục (abasement), +.46 với sẵn sàng chỉ dẫn (counselling readiness), -.52 với tự tin, -.36 với điều chỉnh cá nhân (personal adjustment) và -.45 với cảm thông". Việc thang này không thể phân tách hướng nội và nhạy cảm (thực tế không có thang nào cho độ nhạy cảm hay các tính chất rối loạn tâm lý khác trong MBTI) là đặc điểm tệ nhất, chỉ có thể so sánh với việc không sử dụng phân tích nhân tố để kiểm tra việc sắp xếp các đề mục."

## Độ tin cậy
Một số nhà nghiên cứu nhìn nhận độ tin cậy của bài kiểm tra là thấp, đặc biệt đối với độ tin cậy tái kiểm tra. Các nghiên cứu tìm ra rằng 39% đến 76% những người được kiểm tra rơi vào những loại khác nhau khi tái kiểm tra vài tuần hoặc vài năm sau, và nhiều cá nhân thấy họ được phân loại khác nhau sau khi làm lại bài kiểm tra sau chỉ năm tuần. Cũng có nhiều bằng chứng rằng những thang khác nhau là tương quan cứ không độc lập như được tuyên bố. Trên tạp chí Fortune ngày 15 tháng 5 năm 2013, một bài viết về bài kiểm tra này có tựa đề "Phải chăng tất cả chúng ta đều bị lừa bởi bài kiểm tra Myers-Briggs", nói: 
"Điều thú vị -- và hơi đáng lo ngại -- về MBTI là, mặc dù rất nổi tiếng, nó đã bị chỉ trích liên tục  bởi những nhà tâm lý học chuyên nghiệp từ ba thập kỷ nay. Một vấn đề là nó thể hiện cái các nhà thống kê gọi là "độ tin cậy tái kiểm tra" thấp. Nếu bạn làm lại bài kiểm tra sau chỉ năm tuần, có khoảng 50% cơ hội bạn sẽ rơi vào một nhóm tính cách khác  so với lần đầu tiên bạn làm."
Hậu quả là điểm số mà hai người hướng nội và hướng ngoại đạt được có thể bằng nhau, nhưng họ có thể rơi vào hai nhóm khác nhau bởi họ ở hai bên khác biệt trên đường phân chia ranh giới.